# Begonia axillipara
Espèce
Begonia axillipara est une espèce de plantes de la famille des Begoniaceae.
L'espèce fait partie de la section Petermannia.
Elle a été décrite en 1916 par Henry Nicholas Ridley (1855-1956).

## Répartition géographique
Cette espèce est originaire des pays suivants : Indonésie, Nouvelle-Guinée.